# Ахмад ибн Кутлуг
Ахмад ибн Кутлуг (? — 1403) — третий бей государства Ак-Коюнлу (1389—1403).

## Биография
Происходил из рода Баяндыр племенной конфедерации Ак-Коюнлу. Один из четырех сыновей Фахр уд-Дина Кутлуг-бея (? — 1389), 2-го бея Ак-Коюнлу (1362—1389). После смерти отца в 1389 году Ахмад выступил против своего брата Кара Османа, которого вынудил разделить с ним власть над Ак-Коюнлу. Впоследствии приобрел больше веса, став фактическим правителем всего государства Ак-Коюнлу.
С 1389 года Кара Ахмад-бей вступил в конфликт с Кади Бурханеддином (1380—1398), правителем бейлика Эретна. Вскоре он заключил договор с братьями Кара Османом и Пир-Али Баяндуром против Бурханеддина. С этого времени боевые столкновения с войсками последнего происходили ежегодно. Кара Ахмад перенес свою ставку из Байбурды в Малатью.
Того же года началась война против Кара-Коюнлу, в которой Ахмад потерпел поражение и вынужден был бежать к Сивасу, где правил Бурханеддин. Здесь он примирился с ним, со временем получил помощь для восстановления власти в Ак-Коюнлу. В союзе с Кади Бурханеддином совершал походы против восставших вассалов Токата и Амасии. Одновременно Ахмад сумел стать единственным правителем Ак-Коюнлу. В 1395 году вместе с Кади Бурханеддином напал на Эрзинджан, который был захвачен и разграблен.
В 1396 году против Ахмад-бея ибн Кутлуга восстал брат Кара Осман. Одновременно возник конфликт с Кади Бурханеддином. Ведя борьбу против обоих, Ахмад-бей пытался сохранить основные свои владения. Вместе с тем всячески противодействовал брату в войне с того Кади Бурханеддином. После поражения последнего в 1398 году Ахмад-бей воевал против Кара Османа. В 1399 году прибыл в лагерь среднеазиатского полководца, Амира Тимура, признав его верховную власть. В 1402 году Ахмад-бей принимал участие в битве при Анкаре, где османский султан Баязид I Молниеносный потерпел сокрушительное поражение от Амира Тимура.
После ухода Тимура в Мавераннахр Ахмад-бей оказался в сложном положении, поскольку его соперник и брат Кара Осман стал могущественнее и сильнее его. В 1403 году по наущению Кара Османа Амад-бей был убит. Новым беем Ак-Коюнлу стал Кара Осман.